# 一六镇 (宜章县)
一六镇，是中华人民共和国湖南省郴州市宜章县下辖的一个镇。位于宜章县南部。镇政府所在地称一六圩，因该地每旬一、六两天为圩日而得名。

## 沿革
1921年始设圩，为宜章南部较大集市。1950年属笆篱区。1956年设一六乡，1958年为一六公社，1984年复乡。1994年撤乡设镇。

## 经济
主产稻，并产油茶。矿产有煤、锰。有鞭炮、竹席、铸造、建材、石材等厂，为新兴工业集镇。

## 交通
107国道过境。

## 行政区划
一六镇下辖以下地区：
一六社区、一六村、北岸村、水潮坪村、观音寺村、廖家村、香口村、河边洞村、水北岸村、指背岭村、坪家塘村、石街头村、沿河村、寨上村、宝塘村、栏杆岭村、杉木山村、下白家村、上白家村、百堆村、十三户村、姚家村、塘尾村、红庙脚村和汤湖里村。